# Узел Соломона
У́зел Соломо́на (лат. sigillum Salomonis) — общее название для традиционного декоративного украшения, используемого с древних времён и найденного во многих культурах. Вопреки названию, это, с точки зрения теории узлов, зацепление, а не узел.

## Структура
Узел Соломона состоит из двух замкнутых петель, которые дважды переплетены. Другими словами, в плоском виде узел Соломона имеет четыре скрещивания, в которых две петли чередующимся образом проходят под (или над) друг другом (в отличие от двух скрещиваний, в более простом зацеплении Хопфа).
В большинстве художественных изображений части петель, которые проходят снизу (или сверху) друг от друга, образуют центральный квадрат, а продолжения петель выступают в четырёх направлениях. Эти выступы могут быть овальными, квадратными, треугольными, или могут завершаться фигурами произвольной формы, такими как листья, мечи, крылья.

## Распространение
Узел Соломона часто встречается в мозаиках Древнего Рима, обычно в виде двух переплетённых овалов.
В национальном парке Сепфориса (Израиль) узел Соломона выложен в виде каменной мозаики на древней синагоге.
В отделе археологии Национального музея Ирландии в Дублине выставлен Крест Конга, относящийся к XII веку. В отличие от тщательной отделки всего креста, на нём видны два очень маленьких узла Соломона в простой форме, расположенных по обеим сторонам кварцевого кристалла. По преданию, в центре этого креста под кварцевым кристаллом находится пустота, в которой когда-то находилась щепка от «Животворящего Креста», на котором, по преданию был распят Иисус Христос.
На Ближнем Востоке узел Соломона является исламской традицией. Он появляется над дверным проходом в начале XII века в мечетях и медресе в Каире. Два варианта узла Соломона найдены на недавно раскопанной мозаике в Ятте. К востоку узел был воткан в древний среднеазиатский молитвенный коврик. К западу узел Соломона появляется в Мусульманской Испании, и он сияет в стеклянном окне конца двадцатого столетия мечети в США. В Британском музее в Лондонв есть египетский коран XIV века с узлом Соломона на обложке.
Музей Фаулера Культурной Истории Университета Калифорнии в Лос-Анджелесе содержит большую африканскую коллекцию, включающую стеклянные бусы XIX века народа йоруба и маски, украшенные узлами Соломона.
Здание Мавзолея Мира (еврейское кладбище, Лос-Анджелес) содержит изображения узла Соломона на каменных и бетонных барельефах, созданных в 1934 году.
В Греческом Православном Соборе Святой Софии («Византийский район» Лос-Анджелеса) имеется икона из оливкового дерева (Epitaphios — похороны Христа) с узлами Соломона, вырезанными в каждом углу.
В университетской библиотеке Пауэла (Лос-Анджелес) потолочные балки в главном читальном зале покрыты узлами Соломона. Построенный в 1926 читальный зал также имеет Купол Мудрости, по краям которого расположены узлы Соломона.
В орнаменте южносахалинской Сибири и у курильских айнов.
В вышивке Тверской, Владимирской, Тамбовской, Воронежской губерний встречается мотив в виде двух скрещенных овалов, обнаружен он и на орнаментированных предметах из славянских курганов XII—XIII веков, на металлическом чекане из Биляра, датируемом началом II тысячелетия и. э. Примечательно, что мотив этот имеется и в чувашской вышивке и аналогичен булгарским перстням.. В монографическом исследовании узоров народной вышивки Г. С. Масловой свастика считается свойственной крестьянской культуре всего Русского Севера.
В яргических знаках кельтских узоров.
На браслете в санкт петербургских курганах, как элемент восточной орнаментации (узел счастья), проникший из Золотой Орды.
Во второй половине XIX в. появляются труды А. И. Махно и М. Квитко, где приводятся изображения четырёхногой ярги на образцах ткачества и вышивки южнорусских крестьянок.
В работах о женской одежде Поднепровья культуры средневековья восточных славян и новгородских крестах.
Является символом «kramo bone» в адинкре.
Встречается на деревянных предметах в Новгороде
.

## Название
На латинском языке конфигурация известна под названием sigillum Salomonis, что буквально означает «печать Соломона». Название ассоциируется с библейским правителем Соломоном, известным своим умом и знаниями (а по некоторым легендам и магической силой). На английский, да и на русский, название обычно переводится как «узел Соломона», поскольку «печать царя Соломона» имеет другие значения (либо Звезда Давида, либо гексаграмма). При изучении древних мозаик узел Соломона часто упоминается как «гильош» или «двойной узел», а узел Соломона в центре декоративного узора из четырёх закруглённых дуг известен как «свастика пельта» (pelta — латинское название щита).
Среди других названий, употребляемых сейчас:
«Основной узел» (Foundation Knot) относится к плетению и является основой многих кельтских мотивов и используется в США при вязании и плетении макраме.
«Имболо» (Imbolo) относится к узлу на тканях народа Куба в Конго.

## Символизм
Узел использовался во многих культурах и исторических эрах и ему можно дать ряд интерпретаций.
Поскольку нет видимого начала и конца, он может представлять бессмертие и вечность — как это делает более сложный буддистский бесконечный узел.
Поскольку узел выглядит как сплетение двух фигур, его иногда интерпретируют как Узел Влюблённых, хотя это имя также употребляется для другого узла.
Ввиду связи с религией узел иногда понимается как символ веры, но, в то же время, он появляется во многих местах как мирской символ авторитета, важности, красоты.
Узел Соломона появляется на могильных камнях и мавзолеев еврейских кладбищ и в катакомбах многих наций. В этом контексте узел Соломона интерпретируется как символ вечности.
Некоторые пытаются связать узел с Соломоном, переводя еврейское слово פקעים, которое упомянуто в Библии. Однако, в более принятом переводе это слово означает «орнамент в виде тыквы».
В Африке узел Соломона найден на тканях, расшитых стеклянным бисером. Когда узел появляется в этой культуре, он часто означает королевский статус, так что он используется в коронах, мантиях и других церемониальных объектах. В Африке узел также найден на вельвете касаи, сотканной из волокна пальм рафия одежды народа куба. Они приписывают узлу мистический смысл, как и народ акан в Западной Африке, которые печатают узел на святой одежде Адинкра.
В Латвии, когда узел Соломона используется на текстиле или металлических изделиях, он ассоциируется со временем, движением и могуществом древних языческих богов.
В современной науке некоторые версии стилизованных обозначений атома (электронные орбиты) являются вариантами узла Соломона. Логотипом программного обеспечения Joomla! является узел Соломона.